# Vallo Reimaa

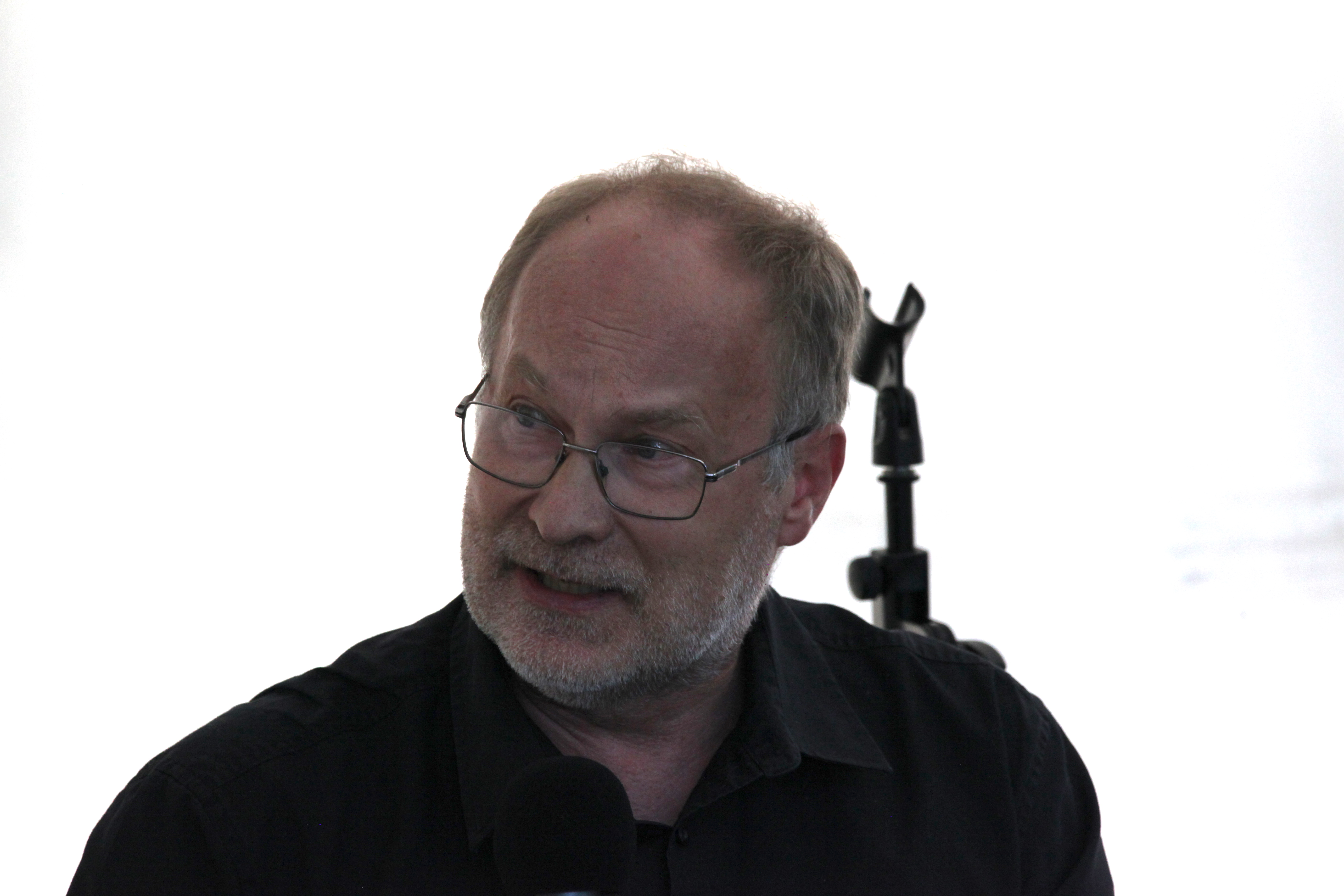
Vallo Reimaa, 2022

Vallo Reimaa (* 8. August 1961 in Kose, Estnische SSR) ist ein estnischer Politiker. Er war von April 2007 bis Januar 2008 Regionalminister der Republik Estland.

## Leben
Vallo Reimaa legte 1979 sein Abitur in Kose (Kreis Harju) ab. Bis 1986 studierte er an der Universität Tartu Geschichte und Sozialwissenschaft.
Von 1982 bis 1986 arbeitete er als Lehrer in Puhja und war von 1986 bis 1990 an der Grundschule in Kohtla tätig. Von 1989 bis 1991 war er bei einer Kulturstiftung beschäftigt, bevor er von 1991 bis 1998 bei der Stadtverwaltung von Jõhvi das Amt des Bildungs- und Kulturreferenten bekleidete. Von 1994 bis 2005 war er darüber hinaus Lehrbeauftragter an verschiedenen privaten Hochschulen in Estland sowie an der Universität Tartu. Von 1999 bis 2007 war Vallo Reimaa Direktor des Gymnasiums in Jõhvi.
Seit 1999 war Vallo Reimaa Mitglied des Stadtrats von Jõhvi und seit 2002 dessen Vorsitzender. Seit 2005 ist er darüber hinaus Präsident des Städte- und Gemeindeverbands von Ida-Virumaa.
Im April 2007 wurde Vallo Reimaa im Kabinett von Ministerpräsident Andrus Ansip Regionalminister. Zu seinem Zuständigkeitsbereich gehörte auch die öffentliche Verwaltung in Estland. Er gehört der konservativen Partei Isamaa ja Res Publica Liit an. Am 22. Januar 2008 musste er nach innerparteilichen Streitigkeiten von seinem Amt als Regionalminister zurücktreten.
Vallo Reimaa ist verheiratet und hat einen Sohn.